# Jouni Loponen
Jouni Loponen, född 7 januari 1971 i Uleåborg, Finland, är en finländsk före detta professionell ishockeyback.
Han har vunnit SM-guld med HV71 2004.